# Triodia spicata
Triodia spicata är en gräsart som beskrevs av Nancy Tyson Burbidge. Triodia spicata ingår i släktet Triodia och familjen gräs. Inga underarter finns listade i Catalogue of Life.